# La Sexualité de la Panthère rose
Pour les articles homonymes, voir La Panthère rose (homonymie).
La Sexualité de la Panthère rose est le troisième roman, inédit en français, de l’écrivain colombien Efraim Medina Reyes. On y retrouve certains personnages de ses deux précédents romans Il était une fois l'amour mais j'ai dû le tuer et Techniques de masturbation entre Batman et Robin. 

## Structure du roman
Le roman est composé de courtes sections qui forment un récit quasi linéaire. L’action se déroule en Colombie et à Paris. Les protagonistes cherchent leur place entre l’archétype asexué de la Panthère rose et la réalité crue de leurs sentiments et désirs, entre les aventures de héros comme Bruce Lee et la terne réalité des clivages économiques mondiaux.

## Diffusion
La Sexualité de la Panthère rose est publié en italien par Feltrinelli.